# Tommy Ladnier

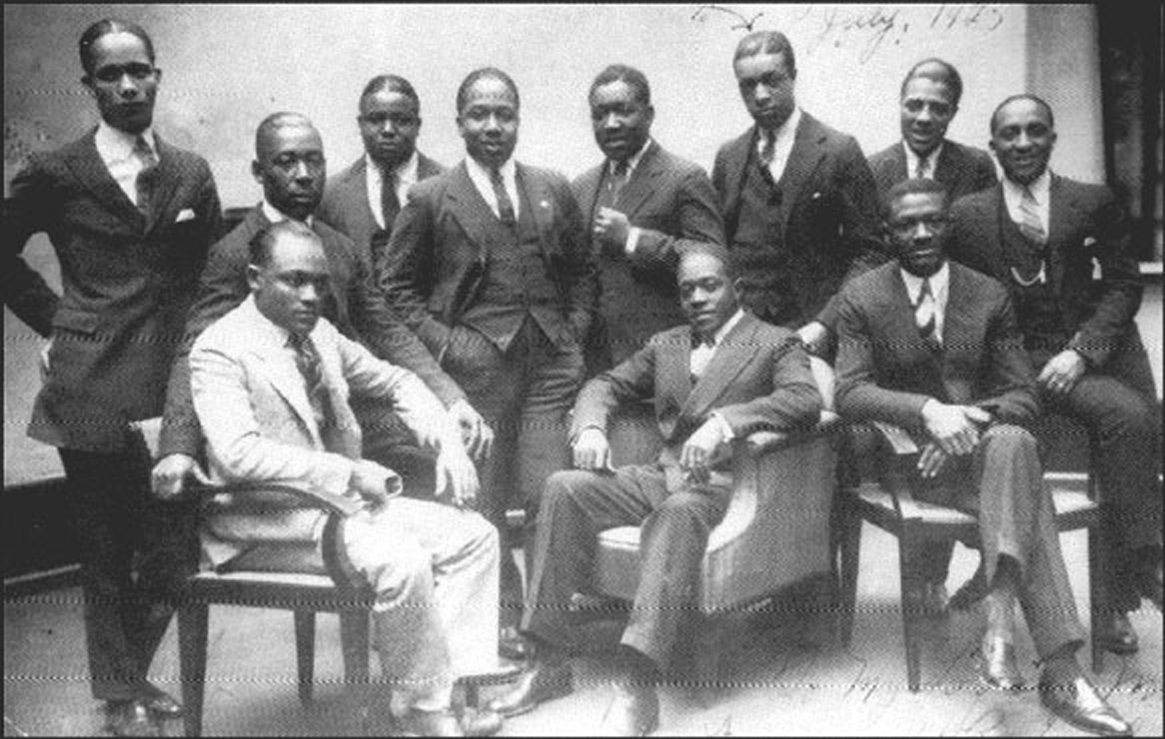
Sam Woodings orkester i Berlin 1925. Tommy Ladnier är mannen i ljus kostym som sitter längst till vänster.

Thomas J. "Tommy" Ladnier, född den 28 maj 1900 i Louisiana, död den 4 juni 1939 i New York, var en amerikansk jazzmusiker (trumpetare).

## Uppväxt och tidig karriär
Uppgifterna om Ladniers exakta födelseort i Louisiana varierar: McCarthy anger Mandeville, Chilton Florenceville; båda platserna dock belägna i närheten av New Orleans. Hans barndomshem var mycket fattigt. Det är inte känt exakt när han började spela trumpet, men Bunk Johnson uppgav senare att han gav Ladnier lektioner 1914. Ladnier själv hävdade dock senare att han var mer inspirerad av King Oliver än av Johnson. Omkring 1917 flyttade Ladnier till Chicago, men kom under de närmaste åren att turnera med olika orkestrar till flera orter. Bland annat spelade han omkring 1921 i Saint Louis med Charlie Creaths orkester. Han återvände därefter till Chicago där han spelade med Milton Vassar på Lincoln Gardens (1922), med Ollie Powers och med King Oliver (som ersättare för den avhoppade Louis Armstrong). Ladnier hade skivdebuterat senvåren 1923 som ackompanjatör till sångerskan Monette Moore och under 1924–1925 gjorde han ett flertal skivinspelningar med Lovie Austin, dels instrumentalnummer, dels som ackompanjemang till olika bluessångerskor.

## Med storband i Europa och USA
Våren 1925 värvades Ladnier av orkesterledaren Sam Wooding som stod i beredskap att ta sin 11-mannaorkester på turné till Europa med revyn Chocolate Kiddies. Fram till 1926 framträdde orkestern i Tyskland (där man gjorde ett flertal skivinspelningar för Vox och Polydor), Sverige, Danmark, Tjeckoslovakien, Ungern, Spanien, Frankrike, Schweiz, Sovjetunionen och Storbritannien. I orkestern ingick bland annat även Garvin Bushell och Gene Sedric, och den senare har vittnat om att Ladnier under denna tid ständigt försökte förkovra sina formella musikerkunskaper genom korrespondenskurser. Under ett engagemang i Berlin i juni 1926 lämnade Ladnier Woodings band och anslöt sig i stället till en revy under ledning av Louis Douglas som spelade i Polen.
I augusti 1926 var Ladnier tillbaka i USA, nu i New York. Efter en period med Billy Fowlers orkester anslöt sig Ladnier hösten 1926 till Fletcher Hendersons berömda orkester med vilken han stannade hela 1927. Med Henderson gavs Ladnier tillfälle att göra framträdande solistinsatser på skivinspelningar som Snag It och Fidgety Feet. 
I början av 1928 återvände Ladnier till Sam Woodings orkester. Denna hade nu också återvänt till USA, men anträdde redan i juni samma år en ny Europaturné. Även denna gång lämnade Ladnier orkestern under turnén, denna gång i Nice i början av 1929. Han stannade dock i Europa där han turnerade med Benton E. Peyton, spelade med Harry Flemmings band i Spanien och under en period våren 1930 ledde ett eget band i Paris. Han anslöt sig därefter till Noble Sissles orkester och spelade 1930–1931 med denna i Paris, London, ett återbesök i New York och därefter ånyo i Paris innan orkestern mer permanent återvände till USA.

## New Orleans Feetwarmers och avbrott i karriären
Till Ladniers medmusiker i Sissles orkester hörde Sidney Bechet och 1932 beslöt dessa att bilda ett eget åttamannaband kallat "New Orleans Feetwarmers". Efter framträdanden i och kring Jersey City fick gruppen ett engagemang på Savoy Ballroom i New York. Man spelade också in sex sidor för skivbolaget Victor, vilka genom åren givits ut i otaliga nyutgåvor. Bechet var senare framför allt nöjd med den sista titeln man spelat in den dagen, Shag. New Orleans Feetwarmers upplöstes dock våren 1933 och till följd av den pågående stora depressionen fann både Bechet och Ladnier det allt svårare att försörja sig som musiker. Under en period hade de i stället ett enklare skrädderi i New York där Ladnier även arbetade som skoputsare. Sedan Bechet återvänt till Noble Sissles orkester lämnade Ladnier New York och bosatte sig först i New Jersey, senare i Buffalo och Newburgh. Här spelade han med lokala orkestrar och gav musiklektioner. Från den större musikaliska offentligheten var han dock försvunnen.

## Återupptäckande och död
1938 anlände den franske jazzkritikern och skribenten Hugues Panassié till New York, inte minst på jakt efter Ladnier med vilken han ville göra skivinspelningar. Han möttes av allehanda rykten, inklusive att Ladnier skulle befinna sig på sinnessjukhus. Ryktena visade sig dock felaktiga och Panassié fick till slut kontakt med Ladnier och såg till att dennes medlemskap i det lokala musikerfacket återaktiverades så att han kunde medverka på en serie inspelningar för Victor och dess underetikett Bluebird under senhösten 1938. I de olika musikerkonstellationen som medverkade på dessa inspelningar ingick bland annat Mezz Mezzrow, och de utgavs omväxlande under namnen "Tommy Ladnier and His Orchestra" (i vilken även Sidney Bechet ingick, av kontraktsskäl dock anonymt), "Mezz Mezzrow and His Orchestra" respektive "Mezzrow-Ladnier Quintet". Den session som utgavs under Mezzrows namn har gått till historien av speciella skäl. Såväl Ladnier som pianisten James P. Johnson dök upp i studion gravt berusade och var båda utslagna innan sessionen var över. Enligt Bechet – som dock inte själv var närvarande –  skall Ladnier ha sökt trösta den av omständigheterna förtvivlade Panassié genom att uppbåda sina sista krafter och utropa ett "Vive la France" innan han föll platt framåt. Närvarande var däremot Bechet då han och Ladnier återuppväckte namnet "New Orleans Feetwarmers" för ett framträdande som en del av den stora konserten Spirituals to Swing på Carnegie Hall i december 1938.
Då Panassié i februari 1939 återvände till Frankrike sökte han övertala Ladnier att följa med. Denne svarade dock att han ville passa på att utnyttja de chanser till en ny karriär i USA som hans nyliga skivinspelningar kunde innebära. Någon sådan blev det dock inte: Tommy Ladnier avled nämligen bara fyra månade senare. Han hittades död i Mezz Mezzrows lägenhet (där han vid tiden bodde), troligen drabbad av hjärtinfarkt.
En grupp musiker under ledning av Bechet hedrade bara några dagar efter dödsbudet sin avlidne kollega genom att för märket Blue Note spela in ett stycke kallat Blues for Tommy, en titel som Bechet också gav ett av kapitlen i sin självbiografi. Han beskrev däri Ladnier som "en man vi alla tyckte om, en man som verkligen hade känslan".